# 理性宫 (贝加莫)
理性宫（Palazzo della Ragione）是贝加莫的一座历史建筑，位于上城（Città Alta，山上被威尼斯城墙环绕的部分）的老广场（Piazza Vecchia）西南侧，与贝加莫新宫（安杰洛·麦图书馆）相对，并毗邻执政官宫（Palazzo del Podestà）和城市塔（Torre Civica）。
该建筑建于1183年-1198年，为意大利最古老的市政建筑。
1797年拿破仑征服后，该宫殿失去政治中心的地位。到20世纪下半叶开辟为旅游景点。

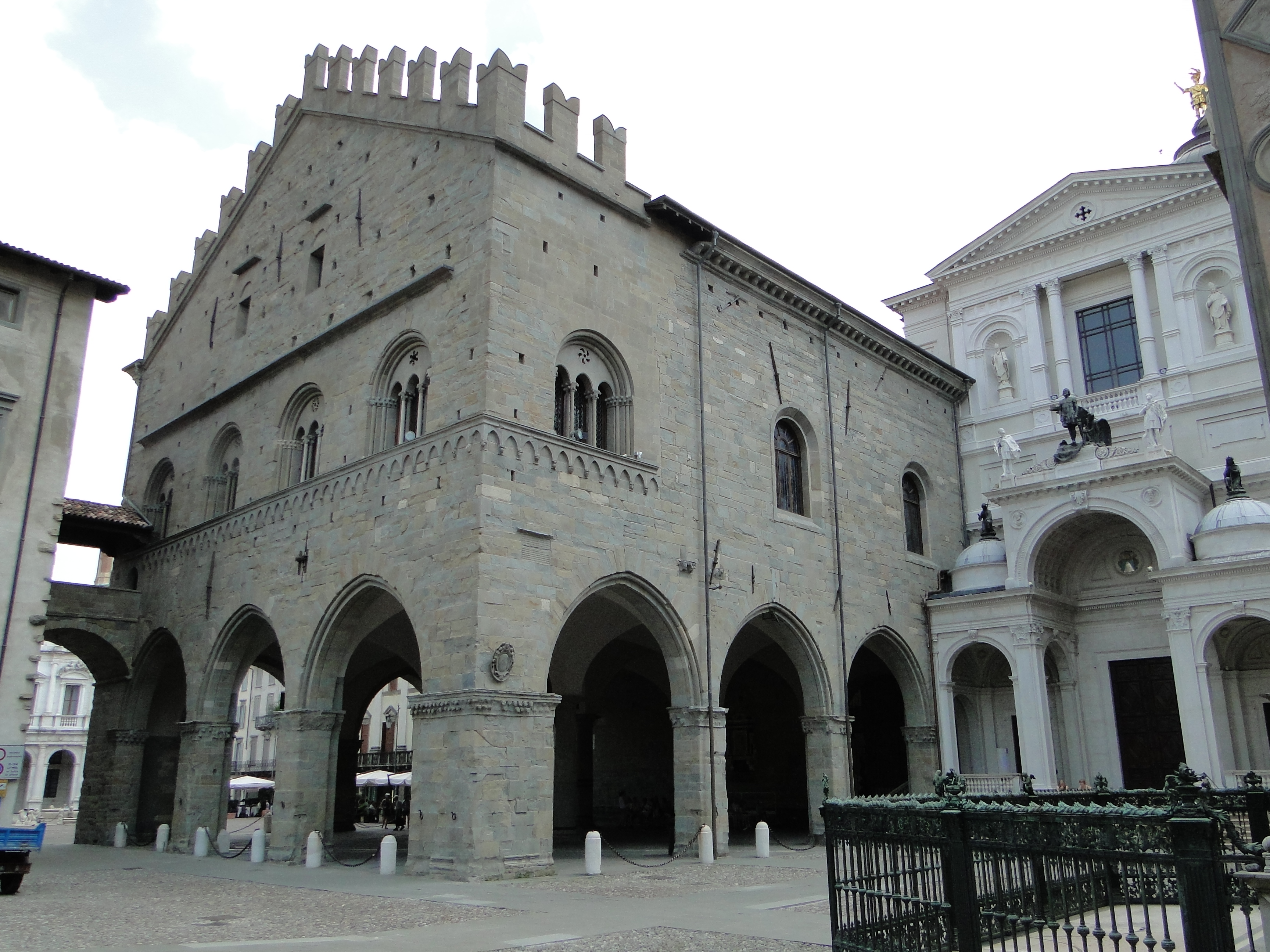
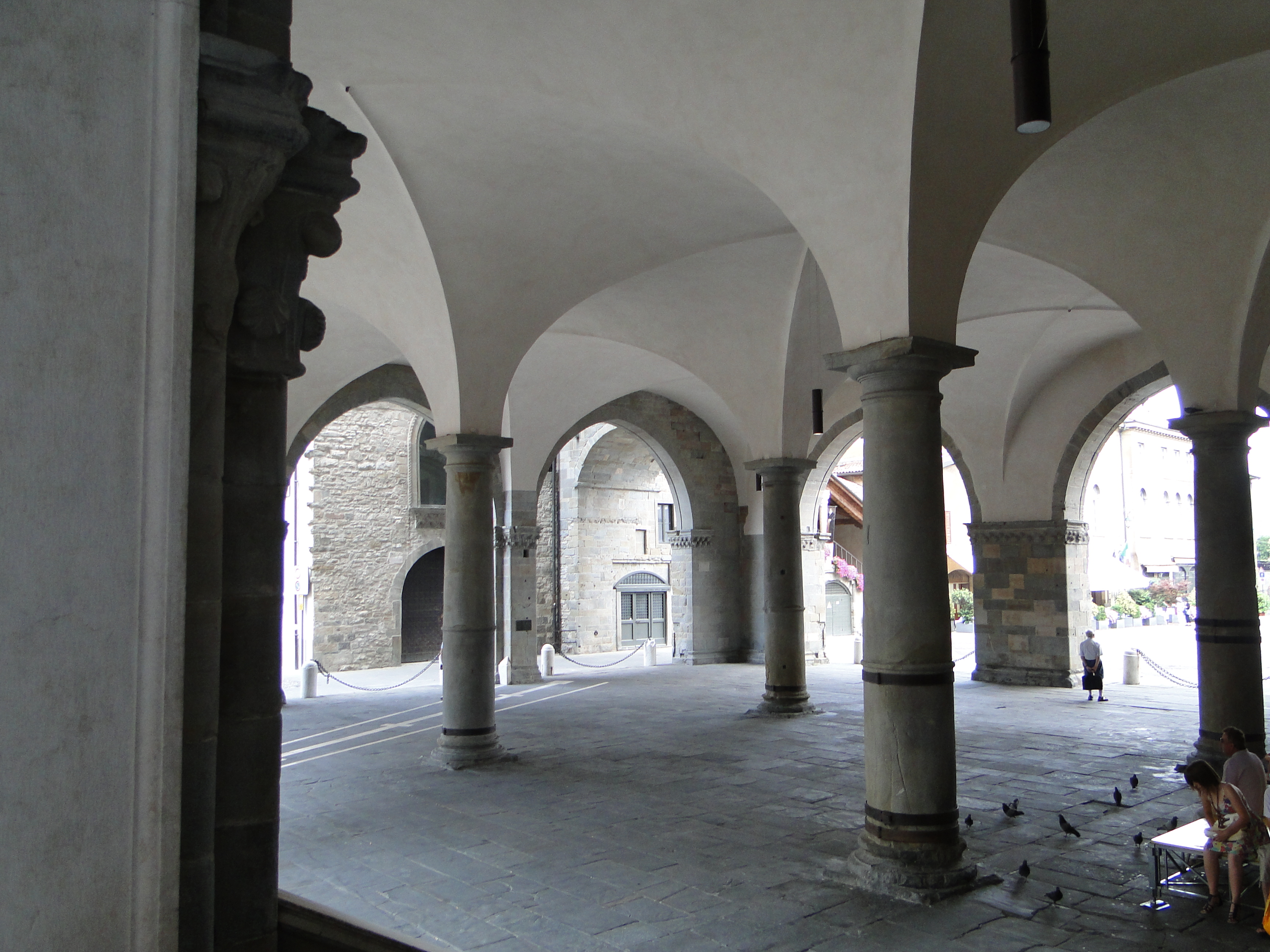
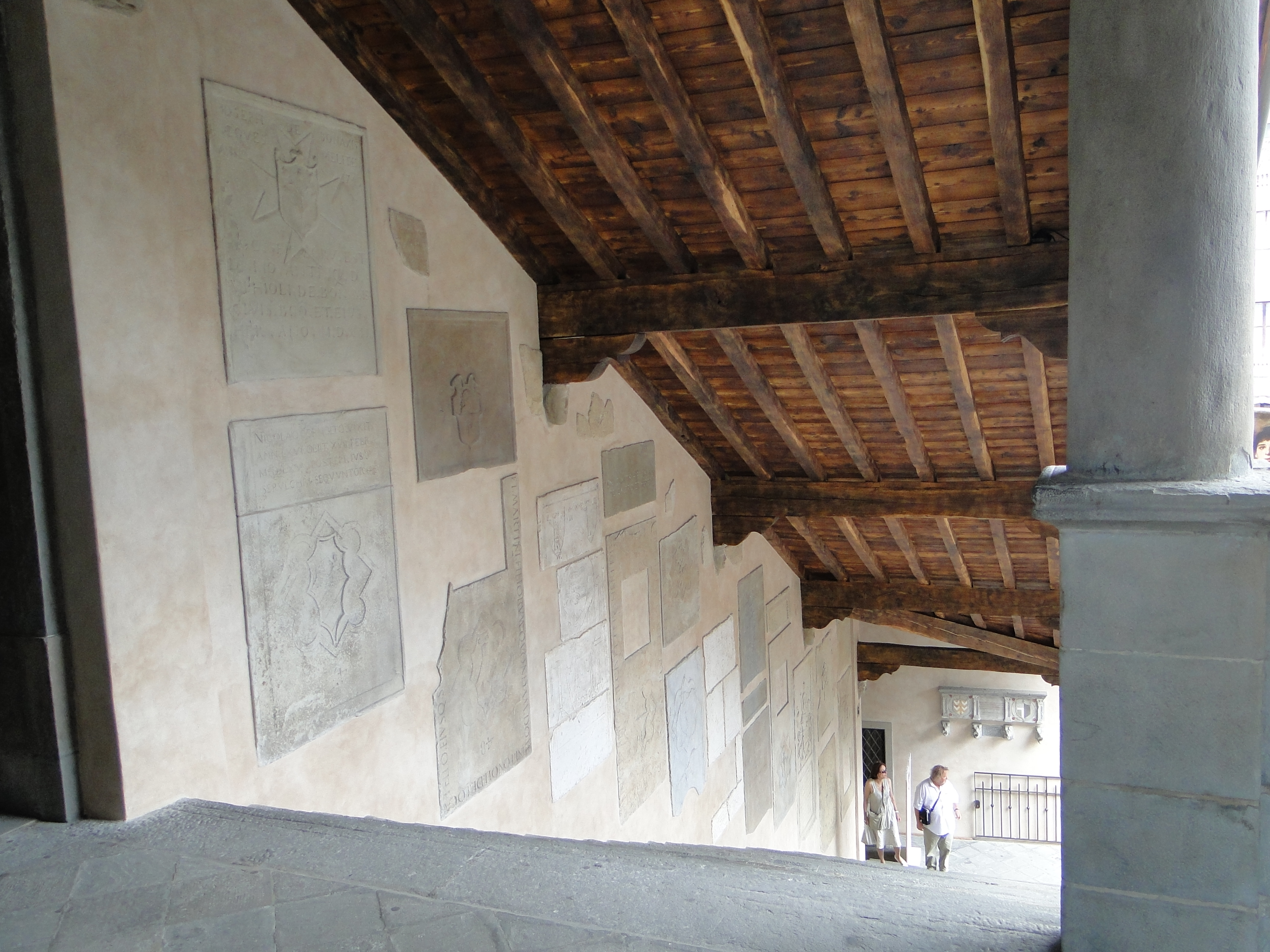